# 後藤花怜
後藤 花怜（ごとう かれん、2001年12月29日 - ）は、日本の女優、子役タレント。事務所は劇団ひまわり。

## 略歴
- 代表作品は2010年、舞台の義経千本桜、 九月大歌舞伎通し狂言、

2011年、紺屋の恋女房、博多座四月特別公演などに出演し交互配役をすることが多い。

## 人物
- 特技はバレエ、エレクトーン、一輪車、フラフープ。

## テレビドラマ
- 二十四の瞳（2013年8月4日、テレビ朝日） - 香川マスノ（5・6年生）役

## 映画
- 阪急電車 片道15分の奇跡（2011年4月29日、東宝）

## CM
- サンガリア「こどもののみもの」

## 舞台
- 人情噺文七元結（2008年10月18日、新橋演舞場）
- 紺屋の恋女房（2011年4月30日 - 5月23日、博多座・御園座） - 禿・お梅役
- 義経千本桜（2010年9月2日 - 27日、京都四条南座）
- 小笠原騒動（2009年5月、南座劇場） - 良助の娘・お雪役（後藤聡と交互役）
- ニューデリーの恋人たち（2008年9月25日 - 28日、大阪公演）
- ヤマトタケル（2008年5月、大阪松竹座） - ワカタケル役
- 葛の葉（2008年1月、大阪松竹座） - 童子役